# Spiridon Belokas
Spiridon Belokas (gr. Σπυρίδων Μπελόκας; ur. w 1878 w Atenach, data i miejsce śmierci nieznane) – grecki maratończyk, olimpijczyk z Aten (1896).
Podczas Igrzysk w Atenach Belokas wystartował w biegu maratońskim. Początkowo został sklasyfikowany na trzecim miejscu wyprzedzając o 5 sekund Węgra Kellnera. Jak się później okazało część trasy pokonał powozem, co spowodowało jego dyskwalifikację i przyznanie trzeciego miejsca reprezentantowi Węgier.
Dziesięć lat później ponownie wystartował w biegu maratońskim podczas Olimpiady Letniej w Atenach, tym razem nie kończąc biegu.
Informacje o jego życiu są nieznane.